# Glenn Miller Orchestra
Glenn Miller and His Orchestra est un groupe de musique swing américain formé par Glenn Miller en 1938. Organisé autour d'une clarinette et d'un saxophone ténor jouant la mélodie, et de trois autres saxophones jouant l'harmonie, le groupe est devenu l'orchestre de danse le plus populaire et le plus commercialement réussi de l'ère du swing et l'un des plus grands singles du 20e siècle.

## Histoire
Glenn Miller a commencé à enregistrer professionnellement à New York en tant que sideman à l'époque du hot jazz de la fin des années 1920. Avec l'arrivée des trombonistes virtuoses Jack Teagarden et Tommy Dorsey, Glenn Miller s'est davantage concentré sur le développement de ses talents d'arrangeur. Écrivant pour des contemporains et de futures stars telles qu'Artie Shaw et Benny Goodman, Miller a acquis des prouesses en tant qu'arrangeur en travaillant dans une variété de contextes. Plus tard, Miller a largement amélioré ses compétences en matière d'arrangement et d'écriture en étudiant avec le théoricien de la musique Joseph Schillinger.
La musique de l'orchestre de Glenn Miller, à la frontière entre le jazz et la musique de danse, appartient à la mémoire collective en évoquant immédiatement la Seconde Guerre mondiale, la libération, et plus largement les années 1940. Les titres les plus connus de ce big band : In the Mood, Moonlight Serenade, Tuxedo Junction, Pennsylvania 6-5000, Anvil Chorus , Chattanooga Choo Choo, American Patrol (1942), Is You or Is You Ain't My Baby ? (1944)… Ils ont souvent été repris au cinéma, notamment par Woody Allen.
L'orchestre de Glenn Miller a continué d’exister après la disparition de son leader. Il a successivement été dirigé par Ray McKinley, Buddy DeFranco, Peanuts Hucko, Buddy Morrow, Jimmy Henderson (en), Al Porcino et Dick Gerhart. Aujourd'hui, quatre formations labellisées se produisent en portant ce nom (une américaine, l'orchestre « officiel », une anglaise (Ray Mc Vay), une allemande (Will Salden) et une scandinave (John Slottenas).